# Juan David Campo
Juan David Campo (Jamundí, Valle del Cauca, Colombia; 28 de mayo de 1993) es un futbolista colombiano. Juega como mediocampista y su equipo actual es el Atlético Venezuela de la Primera División de Venezuela.

## Clubes
| Club               | País      | Año             | Part | Goles |
| ------------------ | --------- | --------------- | ---- | ----- |
| Cortuluá           | Colombia  | 2013 - 2018     | 90   | 0     |
| Atlético Venezuela | Venezuela | 2019 - Presente | 0    | 0     |